# Pierre Bullet
Pierre Bullet (Parigi, 1639 – Parigi, 23 novembre 1716) è stato un architetto francese.

## Biografia
Fu probabilmente discepolo di François Blondel, con cui collaborò. Iniziò la sua carriera dando alcuni disegni per la porta di Saint Denis (1671).
Costruì la porte Saint-Martin (1674), nell'ambito dei lavori di rinnovamento urbanistici allora in atto a Parigi e la chiesa di San Tommaso d'Aquino; fu architetto della città di Parigi.
Tra il 1680 e il 1690 realizzò numerosi hôtels particuliers, mentre agli inizi del XVIII secolo costruì le originali residenze del finanziere Crosat e del nipote di quest'ultimo, situate in due angoli della Place Vendôme.
Tra le altre opere si può menzionare il noviziato dei Gesuiti, sempre a Parigi.
Nominato accademico nel 1685, Bullet, che rappresenta la fase architettonica di transizione del classicismo francese seicentesco al più accentuato decorativismo del XVIII secolo, scrisse nel 1691 il trattato L'architecture pratique. Nel 1699 progetta il Castello di Champs-sur-Marne, che ultimerà il figlio Jean-Baptiste nel 1706.

## Opere
- (FR) Traité de l'usage du pantometre, Paris, André Pralard, 1675.